# Jean-Michel Tessier
Pour les articles homonymes, voir Tessier.
Jean-Michel Tessier, né le 22 décembre 1977 à Nouméa, est un coureur cycliste français. Professionnel de 1999 à 2004, il a notamment été champion de France de l'américaine avec Robert Sassone en 2001 et 2002, et champion de France de la course aux points en 2002. Il fait partie de l'équipe de France lors des championnats du monde sur route de 1999 et 2001. En mai 2004, il est contrôlé positif aux amphétamines. Suspendu deux mois, du 30 juillet au 30 septembre 2004, il est licencié par son équipe, Oktos-Saint-Quentin.

## Palmarès sur route

### Par année
- 1996
  - Tour du Canton de Wittenheim
- 1997
  - 3e du Loire-Atlantique Espoirs
- 1998
  - Mi-août bretonne
  - 2e des Trois Jours des Mauges
  - 3e du Tour du Chablais
- 2000
  - 1rea étape du Tour de l'Ain
- 2001
  - 2e étape du Circuit de Lorraine
  - Grand Prix de Lillers
  - 3e du Championnat des Flandres

### Résultat sur le Tour d'Italie
1 participation
- 2000 : abandon

## Palmarès sur piste

### Six Jours
- Six Jours de Nouméa : 1998 et 2001 (avec Robert Sassone), 2002 avec (Adriano Baffi) et 2003 (avec Robert Sassone)

### Championnats de France
- 1998
  - 3e de la course aux points
- 2000
  - 2e de l'américaine
- 2001
  -  Champion de France de l'américaine (avec Robert Sassone)
- 2002
  -  Champion de France de la course aux points
  -  Champion de France de l'américaine (avec Robert Sassone)